# 4591 Bryantsev
4591 Bryantsev è un asteroide della fascia principale. Scoperto nel 1975, presenta un'orbita caratterizzata da un semiasse maggiore pari a 2,4539495 UA e da un'eccentricità di 0,2375244, inclinata di 2,61295° rispetto all'eclittica.